# شهرستان پونیروفسکی
شهرستان پونیروفسکی (به لاتین: Ponyrovsky District) یک شهرستان در روسیه است که در استان کورسک واقع شده‌است.